# 福阿德一世
福阿德一世（阿拉伯语: فؤاد الأول‎；拉丁文转写：Fu’ād al-Awwal, 1868年3月26日—1936年4月28日），埃及及苏丹国王，是穆罕默德·阿里王朝的第九任统治者。 福阿德一世于1917年成为埃及苏丹国的国家元首（苏丹，Sultan），1922年成为埃及国王，直至1936年去世。其子法鲁克一世继承王位。

## 早年生活
福阿德一世1868年出生于埃及开罗的Giza皇宫，是时任埃及统治者伊斯梅尔帕夏的第7个儿子，他的母亲是Farial Kadin。 福阿德一世幼年时期随父亲被流放到意大利那不勒斯，并在意大利都灵的军队学院接受了教育。
福阿德一世在成为埃及元首（苏丹，Sultan）之前，在筹建立埃及的开罗大学中扮演了重要角色，并于1908年起担任开罗大学的第一位学院院长直到1913年。1913年，福阿德一世试图取得刚独立的阿尔巴尼亚的国家王位，但未获成功。
1915年-1918年，福阿德一世还担任埃及地理协会（Egyptian Geographic Society）的会长。

## 在位时期
1917年，福阿德一世继承其兄长侯赛因·卡米勒成为埃及苏丹国的国家元首（Sultanate of Egypt）。1919年，埃及革命爆发后，英国结束了对埃及的统治，并于1922年2月28日承认了埃及的独立。1922年3月15日，福阿德一世发布法令，将其名号由“埃及苏丹（Sultan of Egypt）”改为“埃及国王（King of Egypt）”。
1930年，福阿德一世试图强化集权，废除了1923年的宪法并颁布了新的宪法。新宪法制约了议会的权力。该举措遭到了大规模的抗议，迫使福阿德一世于1935年恢复了之前的宪法。
1936年4月28日，福阿德一世去世，其子法鲁克一世继承王位。